# 요시다 다다토모
요시다 다다토모(일본어: 吉田忠智, 1956년 3월 7일 ~)는 일본의 정치인으로, 입헌민주당 소속 참의원 의원이다.

## 이력
오이타현에서 현의원을 지내다 2010년 참의원 선거에서 당선되었다. 2012년 중의원 선거와 2013년 참의원 선거에서 사민당이 몰락해 후쿠시마 미즈호가 책임을 지고 당수직에서 물러나자 후임으로 선출되었다. 그러나 사민당은 당세가 나아지지 않았으며 2016년 참의원 선거에서는 본인도 낙선하였다.
2018년, 당수 연임을 포기하고 물러났다. 2020년 사회민주당 임시 당대회에서 후쿠시마 미즈호 당수를 제외한 3명의 당원이 입헌민주당으로 합당하기로 결정하자 올해 안으로 사회민주당을 탈당할 것으로 보인다. 그리고 같은 해 12월 24일, 사회민주당을 탈당하여 무소속이 되었다.